# سفارة أوكرانيا في لبنان
سفارة أوكرانيا في لبنان هي أرفع تمثيل دبلوماسي لدولة أوكرانيا لدى لبنان. تقع السفارة في بيروت وهي تهدف لتعزيز المصالح الأوكرانية في لبنان.

## وصلات خارجية
- الموقع الرسمي
- قائمة سفارات أوكرانيا
- قائمة السفارات في لبنان